# BH90210
BH90210 è una serie televisiva trasmessa negli Stati Uniti d'America nel 2014. La serie è il reboot di Beverly Hills 90210 in onda dal 1990 al 2000 ed è anche la sesta serie del franchise.
A differenza di 90210, in onda dal 2008 al 2013, la serie vede il ritorno di quasi tutti i membri del cast originario di Beverly Hills 90210, tra cui Jason Priestley, Shannen Doherty, Jennie Garth, Ian Ziering, Gabrielle Carteris, Brian Austin Green e Tori Spelling. Nel finale del primo episodio compare anche lo scomparso Luke Perry in immagini tratte dalla serie originale. Nel corso degli episodi compaiono anche altri due attori che hanno fatto parte del cast principale negli anni novanta: Carol Potter e Jamie Walters.
La serie è inedita in Italia.

## Trama
Il cast originale di Beverly Hills, 90210 si riunisce per girare un riavvio della serie, ma le tensioni che esistevano dietro la telecamera negli anni 90 creano più dramma nella vita reale che nella finzione.

## Attori e doppiatori

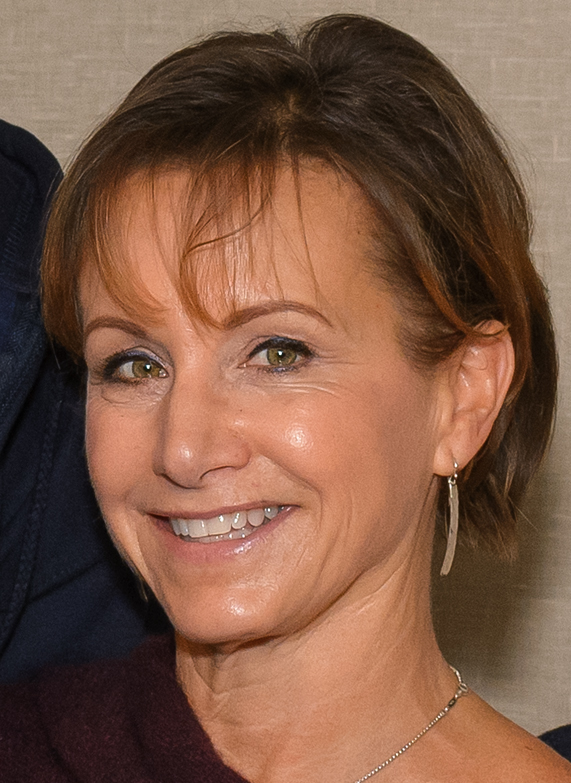
Gabrielle Carteris
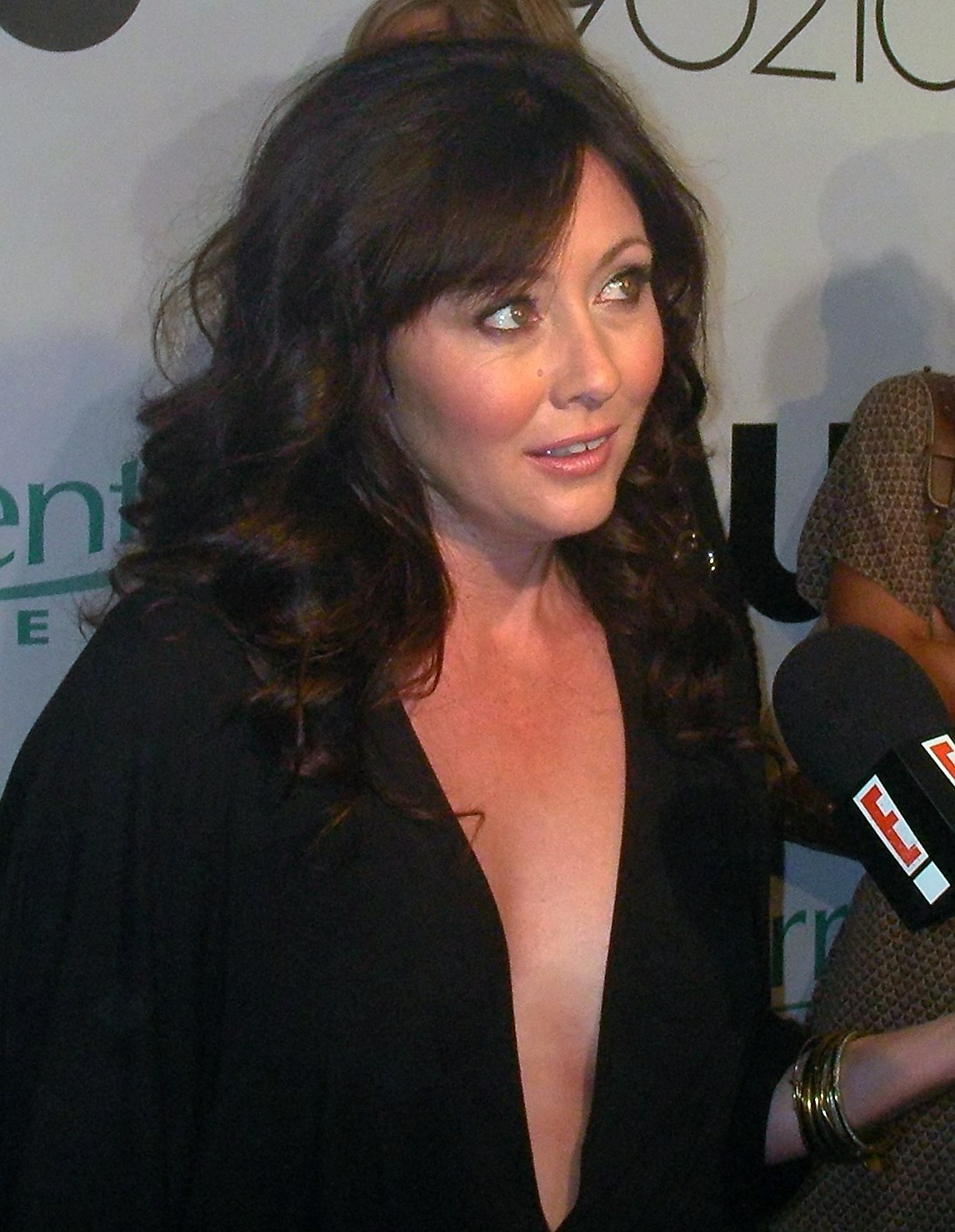
Shannen Doherty
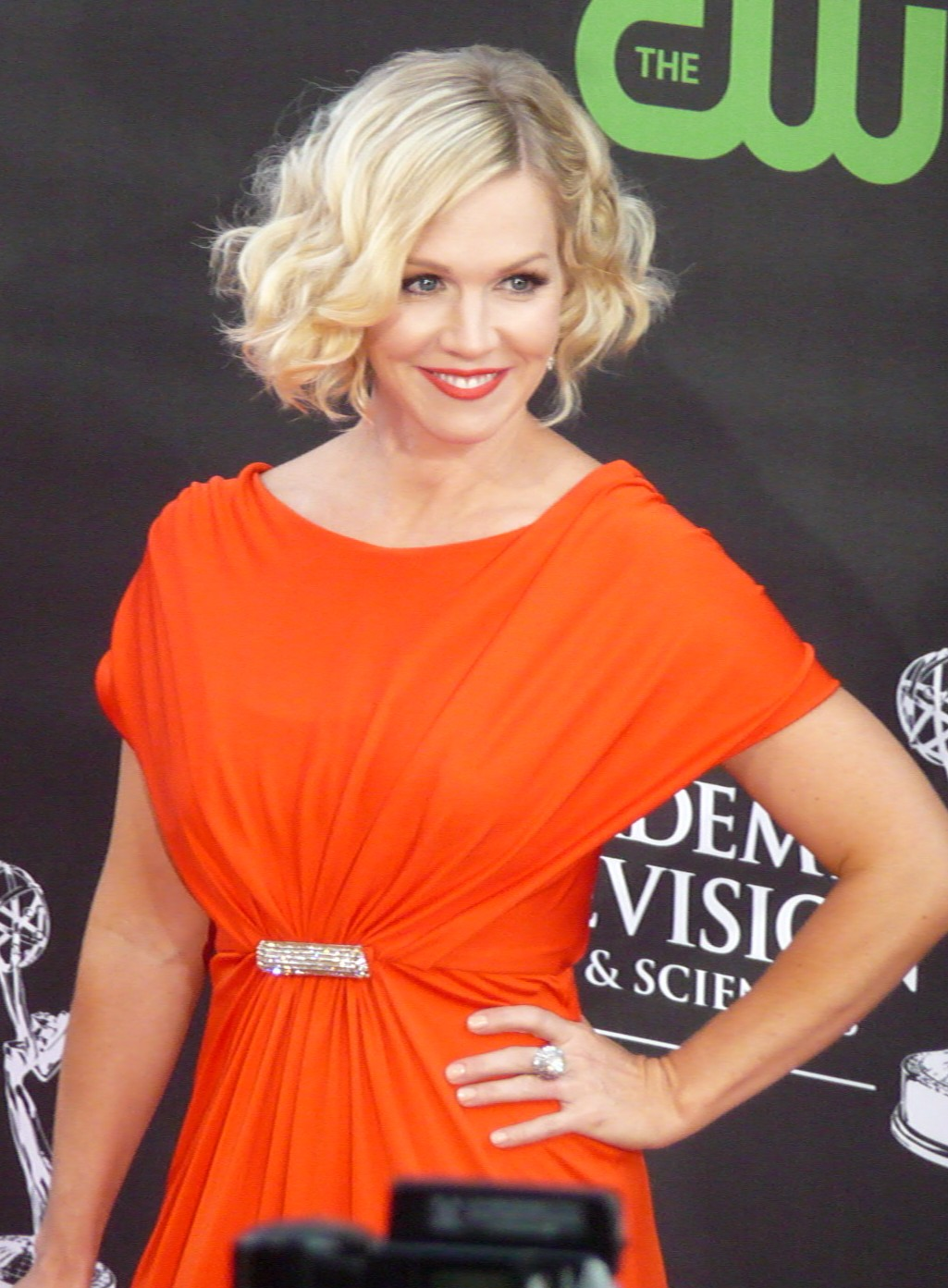
Jennie Garth
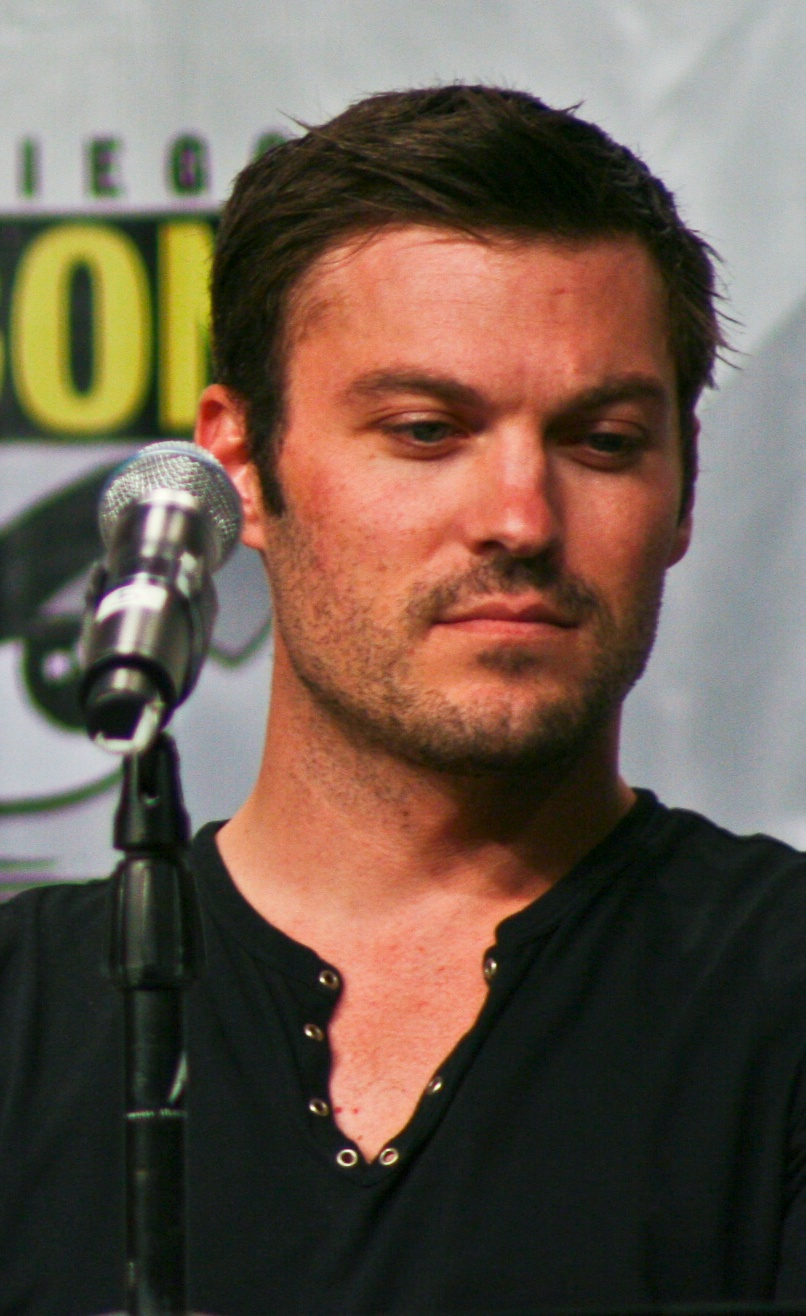
Brian Austin Green
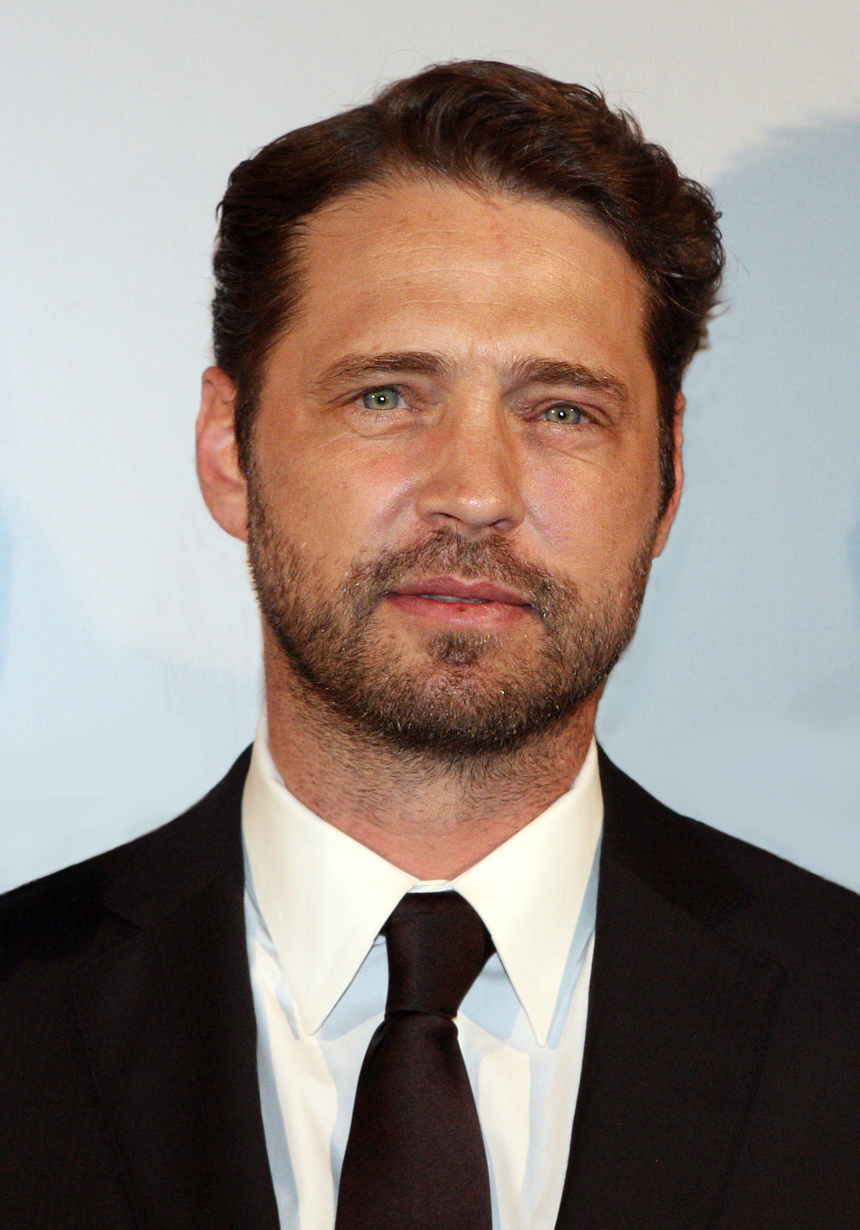
Jason Priestley
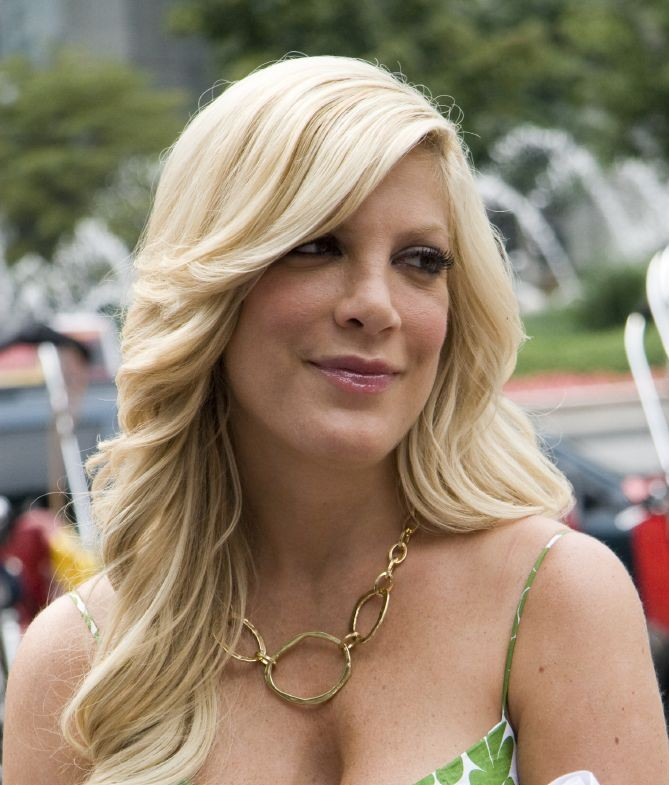
Tori Spelling
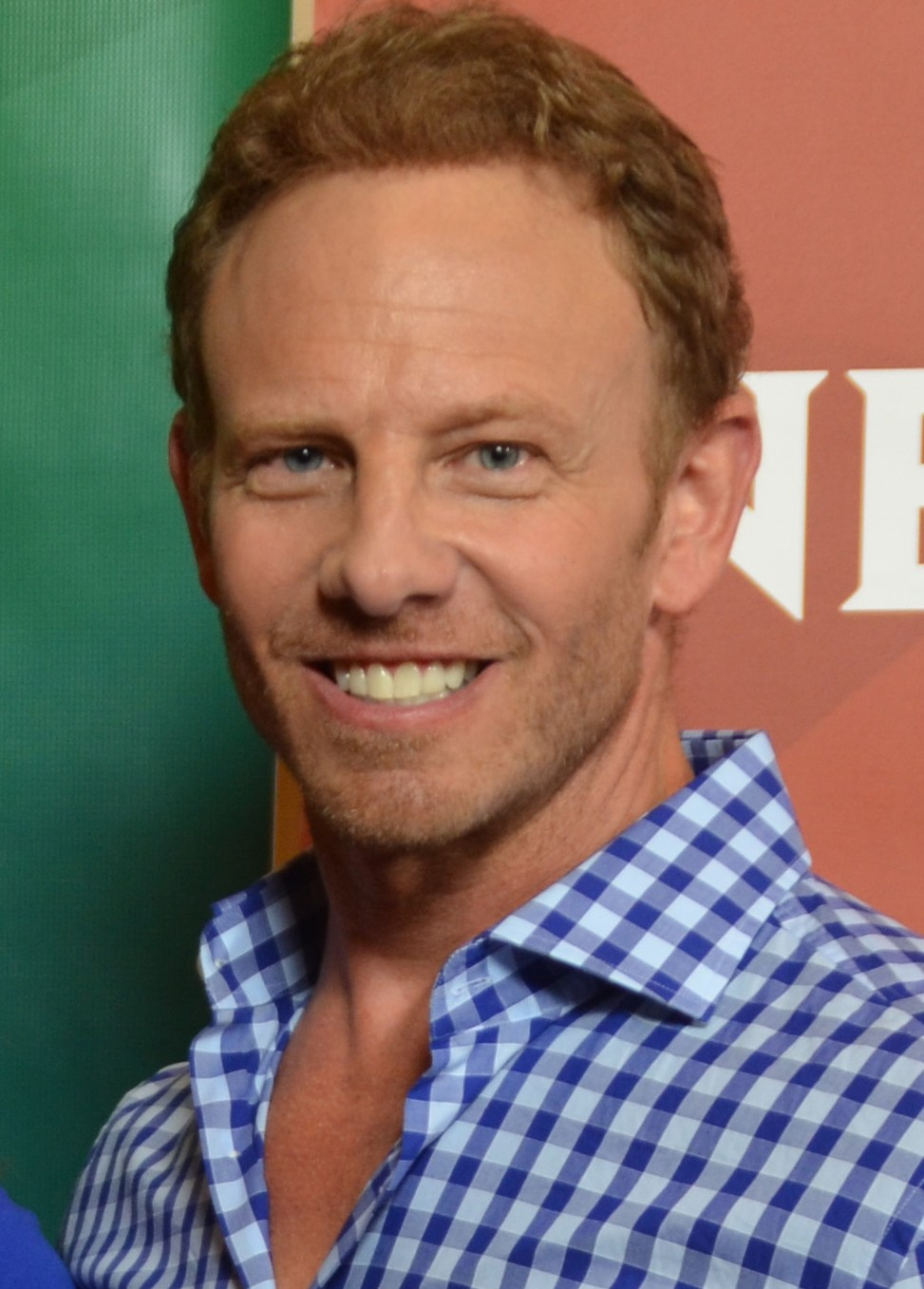
Ian Ziering

- Gabrielle Carteris
- Shannen Doherty
- Jennie Garth
- Brian Austin Green
- Jason Priestley
- Tori Spelling
- Ian Ziering

## Episodi
| Stagione       | Episodi | Prima TV originale | Prima TV Italia |
| -------------- | ------- | ------------------ | --------------- |
| Prima stagione | 6       | 2019               | inedita         |

## Produzione
Nel mese di dicembre 2018, è stato riportato da Deadline Hollywood che diverse reti stavano lavorando su un reboot di Beverly Hills 90210, sviluppato da Tori Spelling e Jennie Garth in collaborazione con CBS Television Studios. Venne confermato tutto il cast originale.
Il 1º febbraio 2019 Spelling confermò che era in corso un reboot dello show. Più tardi venne annunciato che non avrebbe fatto parte del reboot Shannen Doherty e che Luke Perry avrebbe partecipato al maggior numero possibile di episodi, ma evidentemente non a tutti, perché già impegnato in Riverdale; il nome di Perry uscirà però di scena nella maniera più tragica, il successivo 4 marzo, quando l'attore è morto improvvisamente all'età di 52 anni. A causa di questo evento Shannen Doherty, per omaggiare Perry, ha deciso di prendere parte al revival tornando ad interpretare Brenda in tutti gli episodi. Frattanto il 27 febbraio era stato annunciato l'ordine, da parte della Fox, di 6 episodi previsti per l’estate 2019 della serie.
L'8 Novembre 2019 viene confermata la cancellazione della serie.